# 克拉拉细胞
克拉拉细胞（Clara cell, Club cell），也称为细支气管外分泌细胞（bronchiolar exocrine cells），是具有短微绒毛的低柱状/立方状细胞，存在于肺部的小气道（细支气管和终末细支气管）中 。
克拉拉细胞存在于单层柱状纤毛上皮中。随着肺小导气道逐渐向下分支，杯状细胞的数量逐渐减少，至终末支气管时杯状细胞完全消失，分泌功能主要由克拉拉细胞进行。
克拉拉细胞的分泌物较为稀薄，含有水解蛋白酶，可以降低管腔内黏液的黏稠度以便于排出。它们还负责对吸入肺部的有害物质进行生物转化和解毒。克拉拉细胞通过其光滑内质网中的细胞色素 P450酶来实现这一点。克拉拉细胞还充当干细胞，增殖并分化为纤毛细胞以再生细支气管上皮。

## 英文历史沿革
“Club cell”以前被称为“Clara cell”，因为它们是由马克斯·克拉拉于1937年首次描述的。克拉拉是纳粹党的活跃成员，他使用从纳粹德国处决的受害者身上采集的组织进行研究，包括他发现克拉拉细胞的研究。2012年5月，大多数主要呼吸期刊（包括美国胸科学会、欧洲呼吸学会和美国胸科医师学会的期刊）的编委会认为继续使用“Clara”有向他致敬之意，因此决定改Clara为Club。在主要的中文教材，如人民卫生出版社的组织胚胎学教材中仍沿用“克拉拉细胞”这一名称。